# Abdul Kader Molla
Abdul Kader Molla (beng. আব্দুল কাদের মোল্লা; ur. 14 sierpnia 1948, zm. 12 grudnia 2013) – polityk z Bangladeszu, jeden z przywódców konserwatywno-religijnej partii Dżamaat-e-Islami.

## Życiorys
Abdul Kader Molla urodził się we wsi Amirabad znajdującej się w dystrykcie Phoridpur w 1948. W trakcie nauki na Rajendra College przystąpił do młodzieżówki partii Dżamaat-e-Islami, znanej jako Islami Chatra Sangha (ICS). Podczas studiów w Delhi został wybrany na prezydenta ICS. W 1971 wspólnie ze studentami z ICS zaczął tworzyć formację Al-Badar Bahini, rzekomo będącą w bliskich relacjach z armią Pakistańską podczas wojny o niepodległość Bangladeszu. Po zakończeniu zwycięskiej dla Bengalczyków wojnie, Molla był oskarżany o zbrodnie wojenne. W grudniu 2013 roku sąd najwyższy Bangladeszu skazał Mollę na karę śmierci, którą wykonano 12 grudnia 2013.